# De irritante imitator
De irritante imitator is een stripverhaal uit de reeks van Suske en Wiske. Het werd uitgebracht op 8 oktober 2016. Een belangrijk deel van de opbrengst ging naar SOS Kinderdorpen.

## Personages
In dit verhaal spelen de volgende personages mee:
- Suske, Wiske, Lambik, Jerom, tante Sidonia, professor Barabas, Krimson, Achiel, menigte, journalisten, fotografen, manager, imitator, beveiliging, medewerker bankfiliaal, klanten, beveiliging, militairen, robot uit De snorrende snor, Sus Antigoon, Arthur en Teut[2]

## Locaties
Dit verhaal speelt zich af op de volgende locaties:
- het huis van tante Sidonia, tv-studio, bankfiliaal

## Verhaal
Lambik wil voetbal kijken, maar Suske, Wiske en tante Sidonia willen liever iets anders zien op tv. Krimson heeft het ruimteschip van de Minilotten gestolen en wil de aarde vernietigen. Lambik raakt in paniek, maar het blijkt om een imitatie te gaan. Krimson kijkt ook naar het tv-programma en ergert zich vreselijk aan de slechte imitatie. Lambik vindt dat hij veel beter kan imiteren en wordt door tante Sidonia weggestuurd als hij haar beledigd. Op straat ziet Lambik een menigte die wil weten wie de imitator in werkelijkheid is. De manager vertelt dat dit geheim zal blijven. Lambik roept dat hij ook kan imiteren en wordt door de beveiliging weggestuurd. In een schermutseling krijgt hij een pas van de tv-studio te pakken. Lambik gaat naar de tv-studio en ontdekt dat er stemvervormers in de maskers zitten. Lambik wordt neergeslagen en als hij wakker wordt zijn de imitator en zijn manager in de kleedkamer. De maskers zijn verdwenen en de imitator vertelt dat niemand nu kan zien wie de echte en de nep-personen zijn. De manager verklaart dat niemand de stemmen zo goed kan nadoen als de imitator. Dan vertelt de imitator over de stemvervormers en onthult zijn identiteit aan zijn manager. Lambik is inmiddels verdwenen.
De volgende dag komt Jerom naar een bankfiliaal en eist geld. Een klant is zeer teleurgesteld, ze dacht dat Jerom een aardige man was. Jerom werkt in de tuin en wordt gearresteerd door militairen. Suske en Wiske brengen thee, pantoffels en bonbons naar tante Sidonia en vertellen dan wat er is gebeurd met Jerom. Tante Sidonia krijgt een zenuwinzinking en dan wordt aangebeld. Wiske opent de voordeur en ziet een menigte voor de deur. Journalisten vragen over Jerom en Wiske roept dat hij onschuldig is. Ze is heel verbaasd wanneer Suske verklaart dat ze medeplichtig zijn. Lambik ziet dat zijn vrienden in gevaar zijn en vraagt zich af hoe hij ongezien in het huis van tante Sidonia kan geraken. Hij wil naar het huis vliegen. Dan ziet hij de robot uit De snorrende snor, Sus Antigoon, Arthur en Teut en vraagt de laatste om hulp. Arthur, Sus Antigoon en de robot tillen hem door de lucht naar een raam en dan ontdekt Lambik dat Suske vastgebonden is. Wiske komt naar binnen gerend en Lambik ziet meteen dat ze nep is. Hij trekt het masker van het hoofd, maar valt door het raam naar buiten.
De menigte ziet hem vallen en Lambik laat het masker van Wiske zien. Hij vertelt dat ook Jerom en Suske niet echt waren en dan komt de manager met de imitator tevoorschijn. Professor Barabas blijkt de imitator geweest te zijn. Hij verklaart dat de overheid hem heeft gevraagd om maskers met stemvervormers te maken, zodat belangrijke mensen op meerdere plaatsen tegelijk kunnen zijn. Het tv-programma was een experiment om de werking van de maskers te testen, maar deze zijn nu in verkeerde handen gevallen. Dan komt Barack Obama tevoorschijn en geeft opdracht om het huis te vernietigen. Wiske trekt het masker af en ontdekt dat het Schanulleke is. Dan trekt Wiske nogmaals het masker af en dan ziet iedereen dat Krimson de maskers heeft gebruikt. Dan komt de echte Krimson opdagen en blijkt dat Achiel de maskers gestolen te hebben. Hij wilde dat zijn baas weer trots op hem zou zijn als hij Suske en Wiske en alle vrienden kapot gemaakt had. 
Lambik is blij dat de imitator verdwenen is en verklaart dat het een leuk stripverhaal zou zijn. Tante Sidonia hoopt dan niet als een neurotische vrouw neergezet te worden. Professor Barabas hoopt dat hij niet de professor zal zijn die door een gek experiment de boel op stelten zet. Jerom wil voetbal kijken met Lambik, maar Lambik kijkt liever een romantische film. Jerom vindt dat Lambik zich gek gedraagt en de vrienden lopen naar de huiskamer. De echte Lambik ligt vastgebonden in een hoek in de kamer, tante Sidonia draagt zijn masker.